# Ariathisa ebenodes
Ariathisa ebenodes är en fjärilsart som beskrevs av Turner 1911. Ariathisa ebenodes ingår i släktet Ariathisa och familjen nattflyn. Inga underarter finns listade i Catalogue of Life.